# L'Amiénoise
L'Amiénoise est un 10 km annuel organisé par Chantal Langlacé qui a lieu à Amiens. 

## Histoire
Créée en 1999 pour faire valoir le droit des femmes dans le sport et faire en sorte que la course à pied ne soit pas une affaire d'hommes, cette compétition est ouverte au deux sexes. Les femmes remportent cependant des lots plus importants[réf. nécessaire]. 
Chantal Langlacé propose les mois précédant la course, un entraînement ouvert à toutes les participantes. C'est la plus grande course féminine du nord de la France. 
En 2014, faute de soutiens de la mairie d'Amiens et d'Amiens métropole, Chantal Langlacé et ses bénévoles ne peuvent reconduire la course de 8000 coureurs et coureuses pour une 15e édition. Une autre course pédestre se met en place baptisée la Jules Verne,. 